# ميغالوبوليس (فلم)
ميغالوبوليس (بالإنجليزية: Megalopolis) هو فيلم ملحمي خيال علمي أمريكي من كتابة، إخراج وإنتاج فرانسيس فورد كوبولا، وبطولة آدم درايفر، فورست ويتكر، ناتالي إيمانويل، جون فويت، لورنس فيشبورن، أوبري بلازا وشيا لابوف، من المقرر صدوره في عام 2024.

## نبذة تاريخية
بحسب صحيفة "الغارديان" البريطانية، فقد أمضى المخرج الأميركي أكثر من نصف حياته لصناعة الفيلم الذي أنفق عليه 120 مليون دولار من مالهُ الخاص عندما لم يجد من يموّله.
كوبولا ظل يحاول إنتاجه لأكثر من 40 عامًا شهد المشروع خلالها عددًا لا يحصى من عمليات إعادة الكتابة، والتأخير، والبدايات الخاطئة. الفيلم لم يكن ليوجد لو لم يقم كوبولا ببيع جزء من ممتلكاته لتمويله.
وسبق أن وصف كوبولا الفيلم، الذي كتب نصّه أيضًا، بأنه آخر أحلامه. وقد خطرت له فكرته أثناء إنتاج فيلم "القيامة الآن" مدفوعًا بمخاوفه بشأن الإمبريالية الأميركية، وقد صاغه على شكل: "ملحمة رومانية تدور أحداثها في أميركا الحديثة"، حيث نقل مؤامرة الإطاحة بحكام الإمبراطورية الرومانية، عام 63 قبل الميلاد، إلى المستقبل.

## القصة
تدور أحداث الفيلم حول مهندس معماري مثالي يحاول بناء مدينة فاضلة على أنقاض مدينة نيويورك، لكنه يصطدم برفض عمدة المدينة. ومن خلال هذه القصة، يتناول "ميغالوبوليس" موضوعات عديدة متعلقة بالسياسة والعرق والهندسة المعمارية والفلسفة والجنس والحب والولاء وغيره.

## الجوائز والترشيحات
| قائمة الجوائز والترشيحات | قائمة الجوائز والترشيحات | قائمة الجوائز والترشيحات | قائمة الجوائز والترشيحات | قائمة الجوائز والترشيحات |
| الجائزة                  | الفئة                    | المستلم                  | النتيجة                  | م.                       |
| ------------------------ | ------------------------ | ------------------------ | ------------------------ | ------------------------ |
| مهرجان كان السينمائي     | السعفة الذهبية           | ميغالوبوليس              | رُشِّح                      |                          |

## روابط خارجية
- مقالات تستعمل روابط فنية بلا صلة مع ويكي بيانات